# Storkina
Storkina er et udtryk benyttet om det samlede område, der omfatter Fastlandskina, Hong Kong, Macao og Taiwan. Den præcise betydning er uklar, sommetider benyttes udtrykket kun til at vise kommercielle bånd, kultur eller geografi. Andre benytter udtrykket som en kombination. 
Udtrykket har intet med suverænitet at gøre  og for at undgå politisk indblanding, så benyttes ofte udtrykket Den kinesisk talende verden i stedet.